# Гарсия, Борха
Борха Гарсия (исп. Borja García; род. 15 декабря 1982, Самора) — испанский автогонщик. Является чемпионом сезона 2004 года Испанской Формулы-3, также участвовал в дебютном сезоне серии GP2.

## Карьера
Гарсия родился в Саморе. Свою карьеру начал с картинга в 1993, где он участвовал вплоть до 1999 года. Он перешёл в Испанскую Формулу-Тойота в 2000 году, где заработал титул, перед переходом в Мировую серию Ниссан в 2001 году за команду Campos, которая участвовала также в серии GP2. Он остался в серии Ниссан в 2002 году, соревнуясь за команды Esuela Lois и Venturini, также принял участие в части сезона Испанской Формулы-3 за команду GTA.
Свой первый полный сезон в Испанской Формуле-3 в 2003 году с той же командой, перед переходом в Racing Engineering в 2004 году, с которой он заработал чемпионский титул. Успех позволил ему остаться в команде, но уже в серии GP2 в 2005 году, где его напарником был Нил Яни.
В 2006 году он принимал участие в Мировой серии Рено за команду RC Motorsport, завершив сезон вторым позади Алкса Даниэльссона. Он вернулся в GP2 в 2007, но на этот раз за команду Durango. Он вернулся в Мировую серию Рено в 2008.
В 2009 году он перешёл в Atlantic Championship, где в данный момент занимает шестое место в чемпионате.

## Результаты выступлений

### Результаты выступлений в серии GP2
| Легенда к таблице |                                                                    |
| --- | ------------------------------------------------------------------ |
| В таблице перечислены результаты всех гонок, в которых принимал участие гонщик. Строками таблицы являются сезоны, столбцами — этапы соревнований. В каждой клетке указаны сокращённое название этапа и результат, дополнительно обозначенный цветом. Расшифровка обозначений и цветов представлена в нижеследующей таблице. |                                                                    |
| \| Пример \| Описание \| \| ------------ \| ------------------------------------------------------------------ \| \| 1 \| Победитель \| \| 2 \| Второе место \| \| 3 \| Третье место \| \| 5 \| Финишировал, заработав очки \| \| Сход \| Не финишировал, но при этом заработал очки \| \| 12 \| Финишировал, не получив очков \| \| НКЛ \| Финишировал, но не попал в финальную классификацию \| \| 15 \| Участвовал вне зачёта, либо по отдельной классификации \| \| 18 \| Не финишировал, но попал в финальную классификацию \| \| Сход \| Не финишировал \| \| НКВ \| Не прошёл квалификацию \| \| НПКВ \| Не прошёл предквалификацию \| \| ДСК \| Дисквалифицирован \| \| ИСК \| Исключён из протокола соревнований \| \| ТТ \| Заявлен для участия только в тренировках \| \| НС \| Участвовал в квалификации, но не стартовал в гонке \| \| Т \| Травмирован или болен \| \| ОТК \| Отказ от участия \| \| НТР \| Прибыл на соревнования, но на трассу не выезжал \| \| НПР \| Был заявлен в числе участников, но не прибыл к началу соревнований \| \| О \| Соревнования отменены \| \| \| Не участвовал \| \| Поул-позиция \| \| \| Быстрый круг \| \| |                                                                    |
| Пример | Описание                                                           |
| 1 | Победитель                                                         |
| 2 | Второе место                                                       |
| 3 | Третье место                                                       |
| 5 | Финишировал, заработав очки                                        |
| Сход | Не финишировал, но при этом заработал очки                         |
| 12 | Финишировал, не получив очков                                      |
| НКЛ | Финишировал, но не попал в финальную классификацию                 |
| 15 | Участвовал вне зачёта, либо по отдельной классификации             |
| 18 | Не финишировал, но попал в финальную классификацию                 |
| Сход | Не финишировал                                                     |
| НКВ | Не прошёл квалификацию                                             |
| НПКВ | Не прошёл предквалификацию                                         |
| ДСК | Дисквалифицирован                                                  |
| ИСК | Исключён из протокола соревнований                                 |
| ТТ | Заявлен для участия только в тренировках                           |
| НС | Участвовал в квалификации, но не стартовал в гонке                 |
| Т | Травмирован или болен                                              |
| ОТК | Отказ от участия                                                   |
| НТР | Прибыл на соревнования, но на трассу не выезжал                    |
| НПР | Был заявлен в числе участников, но не прибыл к началу соревнований |
| О | Соревнования отменены                                              |
| | Не участвовал                                                      |
| Поул-позиция |                                                                    |
| Быстрый круг |                                                                    |

| Год  | Команда            | 1          | 2        | 3          | 4        | 5        | 6          | 7          | 8          | 9        | 10       | 11       | 12       | 13      | 14       | 15         | 16         | 17       | 18         | 19       | 20      | 21      | 22       | 23       | ЛЗ | Очки |
| ---- | ------------------ | ---------- | -------- | ---------- | -------- | -------- | ---------- | ---------- | ---------- | -------- | -------- | -------- | -------- | ------- | -------- | ---------- | ---------- | -------- | ---------- | -------- | ------- | ------- | -------- | -------- | -- | ---- |
| 2005 | Racing Engineering | САН 1 Сход | САН 2 10 | ИСП 1 Сход | ИСП 2 10 | МОН 1 10 | ЕВР 1 Сход | ЕВР 2 Искл | ФРА 1 Сход | ФРА 2 12 | ВЕЛ 1 17 | ВЕЛ 2 9  | ГЕР 1 17 | ГЕР 2 5 | ВЕН 1 11 | ВЕН 1 Сход | ТУЦ 1 3    | ТУЦ 2 5  | ИТА 1 Сход | ИТА 2 10 | БЕЛ 1 6 | БЕЛ 2   | БАХ 1 19 | БАХ 2 17 | 14 | 17.5 |
| 2007 | Durango            | БАХ 1 8    | БАХ 2 4  | ИСП 1 5    | ИСП 2 14 | МОН 1 16 | ФРА 1 12   | ФРА 2 20   | ВЕЛ 1 20   | ВЕЛ 2 17 | ЕВР 1 19 | ЕВР 2 12 | ВЕН 1 5  | ВЕН 1 5 | ТУЦ 1 5  | ТУЦ 2 4    | ИТА 1 Сход | ИТА 2 19 | БЕЛ 1 16   | БЕЛ 2 17 | ВАЛ 1 5 | ВАЛ 2 4 |          |          | 10 | 28   |